# ハンマースプリングス
ハンマースプリングス（Hanmer Springs）は、ニュージーランド南島のカンタベリー地方北部の町である。

## 歴史
- ハンマースプリングスという地名は、 1850年代にコンウェイ川（Conway River）付近のホークスウッド・ステーション（Hawkeswood Station）の所有者だったトーマス・ハンマー（Thomas Hanmer）にちなんで名づけられた。
- 1859年初期にウィリアム・ジョーンズ（William Jones）によって温泉が発見された。
- 現在では天然温泉とこの土地が持つ美しい自然を背景に、日本やイギリスなどから訪れる外国人向け観光ビジネスを展開している。

## 町の特徴
- 人口は約1000人である。(2020年)
- 現在は、この温泉を生かした観光ビジネスで街の活性化を図り、イギリス、日本を中心に観光客が訪れる。
- 日本からの観光客が多いため、宿泊地では主に日本人向けに和風旅館などが建立されている。

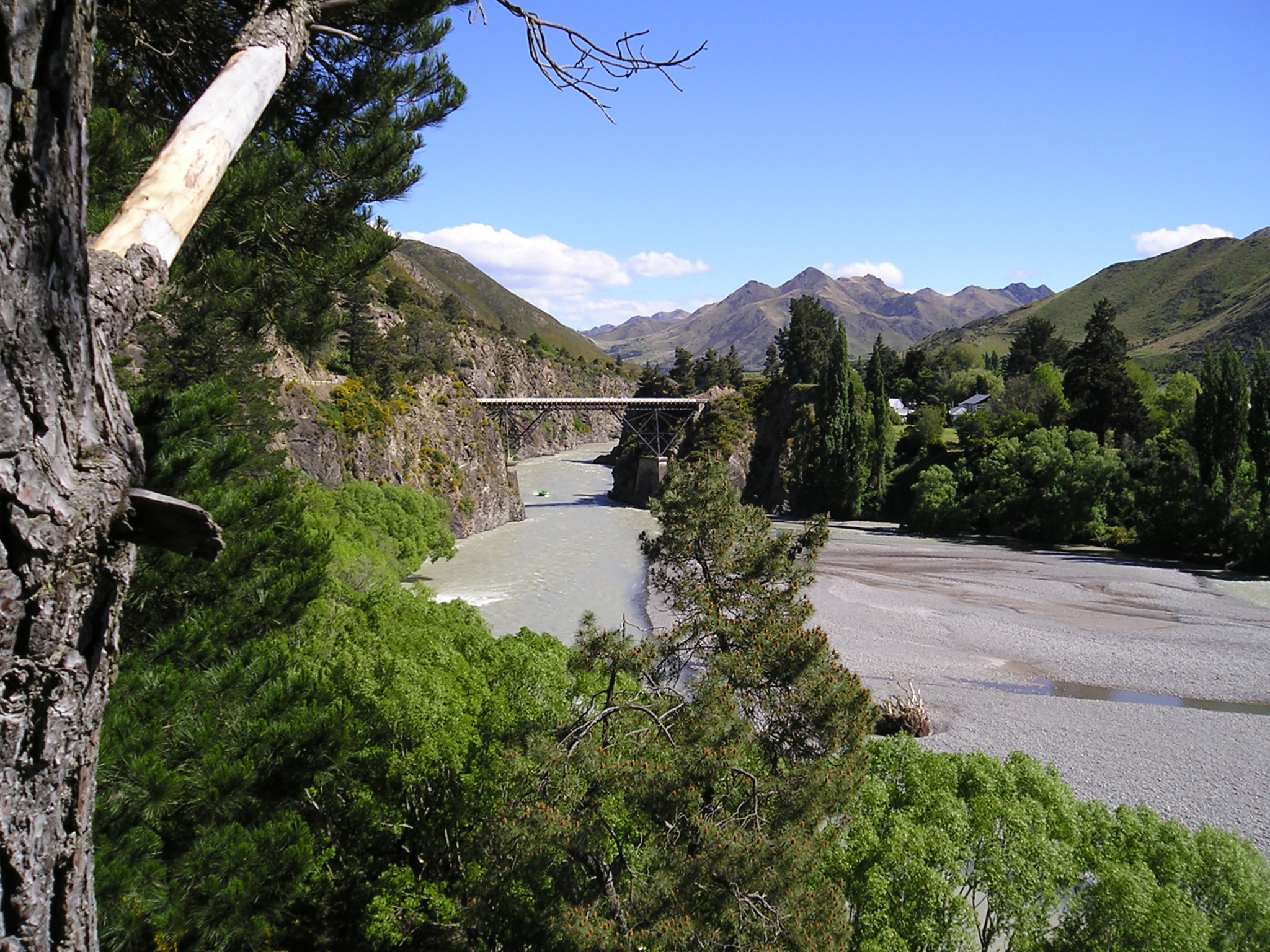
Waiau Ferry Bridge near Hanmer Springs

## アクセス
- クライストチャーチ国際空港（クライストチャーチ市ヘアウッド）より145Km以上離れているため、バスなどの交通機関を利用してで移動する必要がある。